# Ясінська-Мурована Марія
Ясі́нська-Муро́вана Марі́я Дми́трівна (нар. 1935) — оперна співачка США українського походження (сопрано), педагог, громадська діячка і меценат. Молодша сестра Богдана Ясінського.
Закінчила музичну студію при Музичній академії у Філадельфії (1968), виступала як солістка в оперних виставах та концертах з симфонічним оркестром. В її репертуарі солоспіви українських композиторів: М. Лисенка, К. Стеценка, В. Грудини та ін.